# The Piece of String
The Piece of String è un cortometraggio muto del 1911 diretto da Joseph W. Smiley. Sceneggiata da Herbert Brenon, la pellicola in un rullo fu interpretata da King Baggot, Lucille Young, Robert Z. Leonard, J. Farrell MacDonald, George Loane Tucker. Tra gli interpreti appare anche la cagna Lassie.

## Produzione
Il film fu prodotto dall'Independent Moving Pictures Co. of America (IMP).

## Distribuzione
Il film - un cortometraggio in una bobina - uscì nelle sale il 15 giugno 1911, distribuito dalla Motion Picture Distributors and Sales Company.